# Джонс-Крік (Техас)
Джонс-Крік (англ. Jones Creek) — селище (англ. village) в США, в окрузі Бразорія штату Техас. Населення — 1975 осіб (2020).

## Географія
Джонс-Крік розташований за координатами 28°58′30″ пн. ш. 95°28′6″ зх. д. / 28.97500° пн. ш. 95.46833° зх. д. (28.975039, -95.468388).  За даними Бюро перепису населення США в 2010 році селище мало площу 6,79 км², з яких 6,68 км² — суходіл та 0,11 км² — водойми.

## Демографія
Згідно з переписом 2010 року, у селищі мешкало 2020 осіб у 726 домогосподарствах у складі 537 родин. Густота населення становила 297 осіб/км².  Було 812 помешкання (120/км²).
Расовий склад населення:
| - 86,9 % — білих - 1,8 % — чорних або афроамериканців - 0,5 % — корінних американців - 0,3 % — азіатів - 8,2 % — осіб інших рас |

До двох чи більше рас належало 2,2 %. Частка іспаномовних становила 26,6 % від усіх жителів.
За віковим діапазоном населення розподілялося таким чином: 26,5 % — особи молодші 18 років, 58,5 % — особи у віці 18—64 років, 15,0 % — особи у віці 65 років та старші. Медіана віку мешканця становила 38,8 року. На 100 осіб жіночої статі у селищі припадало 105,3 чоловіків;  на 100 жінок у віці від 18 років та старших — 104,4 чоловіків також старших 18 років.
Середній дохід на одне домашнє господарство  становив 68 808 доларів США (медіана — 66 512), а середній дохід на одну сім'ю — 73 912 долари (медіана — 72 386). Медіана доходів становила 60 377 доларів для чоловіків та 30 735 доларів для жінок. За межею бідності перебувало 12,2 % осіб, у тому числі 17,5 % дітей у віці до 18 років та 8,0 % осіб у віці 65 років та старших.
Цивільне працевлаштоване населення становило 1144 особи. Основні галузі зайнятості: будівництво — 21,5 %, роздрібна торгівля — 15,5 %, освіта, охорона здоров'я та соціальна допомога — 13,9 %.